# Ujan Mas Atas
Ujan Mas Atas is een bestuurslaag in het regentschap Kepahiang van de provincie Bengkulu, Indonesië. Ujan Mas Atas telt 3183 inwoners (volkstelling 2010).